# Вален, Анита
Анита Вален де Врис (норв. Anita Valen de Vries, род. 12 декабря 1968, Порсгрунн, Телемарк) — норвежская профессиональная велогонщица. Шестикратная чемпионка Норвегии в групповой и шестикратная чемпионка в индивидуальной гонке, бронзовый медалист чемпионата мира в групповой гонке.

## Карьера
Анита Вален долгое время проявляла талант в велоспорте, но в 18-летнем возрасте, незадолго до Олимпийских игр в Сеуле в 1988 году она попала в аварию, после чего ушла из соревновательного велоспорта. После 14-летнего перерыва она снова занялась велоспортом.
Она стала второй в Туре Большого Монреаля в 2004 году, а в 2005 году выиграла Холланд Хилс Классик. В том же году она выступала за бельгийскую команду Flanders-Capri Sonne-T-Interim, а в своем последнем сезоне — за голландскую команду Team Flexpoint.
В 2003 году анализ крови Вален показал высокий уровень кофеина, но после длительного разбирательства между спортивными органами (Антидопинговая служба Норвегии и Апелляционный комитет Норвежской спортивной конфедерации и Олимпийского комитета) Вален была оправдана в нарушении допинговых правил.
Она участвовала в летних Олимпийских играх 2004 в Афинах и 2008 года в Пекине. Её лучший результат на играх — 14-е место в групповой гонке в Афинах в 2004 году. В индивидуальной гонке в Афинах она заняла 22-е место. На Играх в Пекине четыре года спустя она заняла 26-е место в групповой гонке.
На чемпионате мира в том же году она завоевала бронзовую медаль; в этом соревновании её опередили только немка Юдит Арндт и итальянка Татьяна Гудерцо. Она была чемпионкой Норвегии в общей сложности двенадцать раз. Её первая победа была одержана до несчастного случая в 1988 году, когда она разделила победу с Тоне Беньяминсен.

## Достижения
1985
 Чемпионат Норвегии — индивидуальная гонка
 Чемпионат Норвегии — групповая гонка
1987
3-я на du Hel van het Mergelland
2002
 Чемпионат Норвегии — групповая гонка
 Чемпионат Норвегии — критериум
2-я на Туре Польши
3-я на Женском Туре — На приз Чешской Швейцарии
2003
 Чемпионат Норвегии — индивидуальная гонка
 Чемпионат Норвегии — групповая гонка
 Чемпионат Норвегии — критериум
2-я на Гран-при Кастилии и Леона
2004
 Чемпионат Норвегии — индивидуальная гонка
 Чемпионат Норвегии — групповая гонка
3-й этап Джиро ди Тоскана — Мемориал Микелы Фанини
2-я на Туре Большого Монреаля
2-я на Чемпионате Норвегии — критериум
 Бронзовая медаль Чемпионата мира — групповая гонка
2005
 Чемпионат Норвегии — индивидуальная гонка
 Чемпионат Норвегии — групповая гонка
5-й этап Гранд Букль феминин
Холланд Хилс Классик
2007
 Чемпионат Норвегии — индивидуальная гонка
2-я на Чемпионате Норвегии — групповая гонка
2008
 Чемпионат Норвегии — индивидуальная гонка
 Чемпионат Норвегии — групповая гонка
6-й этап Вуэльты Сальвадора

## Статистика выступления наГранд-турах
| Гонка / Год         | 2003 | 2004 | 2005 |
| ------------------- | ---- | ---- | ---- |
| Гранд Букль феминин | 16   |      | 4    |
| Тур де л'Од феминин | 9    | 12   | 5    |
| Джиро Роза          |      | 27   |      |

## Личная жизнь
Анита Вален замужем за голландским велосипедистом Герритом де Врисом.
Её младшая сестра, Моника, также профессионально занимается велоспортом и стала чемпионкой мира по шоссейным гонкам в 1994 году.

## Появления на телевидении
Осенью 2009 года Анита Вален участвовала в шоу Skal vi danse? (с норв. — «Потанцуем?») на канале TV2, где выбыла в первом же туре. В 2010 году она участвовала в Zebra Grand Prix на канале TV2 Zebra, в 2011 году в 4-stjerners middag halv acht (с норв. — «Ужин в ресторане 4 звезды в 19.30») на канале TVNorge, в 2012 году в выпуске знаменитостей 71° nord на канале TVNorge. Она также была гостем в сериале Sommertid на канале TV2.